# UGC 8313
UGC 8313 (również PGC 45992) – galaktyka spiralna znajdująca się w konstelacji Psów Gończych. Galaktyka ta należy do grupy M101 lub do M51.
UGC 8313 ma średnicę 19 000 lat świetlnych oraz masę około 1×107 mas Słońca. Prawdopodobnie UGC 8313 jest satelitą Messier 63, a wzajemne oddziaływania grawitacyjne między tymi dwiema galaktykami są odpowiedzialne za zaburzenia symetrii obu galaktyk.